# Сіл-Біч (Каліфорнія)
Сіл-Біч (англ. Seal Beach) — місто (англ. city) в США, в окрузі Орандж штату Каліфорнія. Населення — 25 242 особи (2020).

## Географія
Сіл-Біч розташований за координатами 33°45′7″ пн. ш. 118°4′24″ зх. д. / 33.75194° пн. ш. 118.07333° зх. д. (33.751918, -118.073251). За даними Бюро перепису населення США в 2010 році місто мало площу 33,77 км², з яких 29,23 км² — суходіл та 4,54 км² — водойми.

### Клімат
| Клімат : Сіл-Біч         | Клімат : Сіл-Біч | Клімат : Сіл-Біч | Клімат : Сіл-Біч | Клімат : Сіл-Біч | Клімат : Сіл-Біч | Клімат : Сіл-Біч | Клімат : Сіл-Біч | Клімат : Сіл-Біч | Клімат : Сіл-Біч | Клімат : Сіл-Біч | Клімат : Сіл-Біч | Клімат : Сіл-Біч | Клімат : Сіл-Біч |
| Показник                 | Січ.             | Лют.             | Бер.             | Квіт.            | Трав.            | Черв.            | Лип.             | Серп.            | Вер.             | Жовт.            | Лист.            | Груд.            | Рік              |
| Середній максимум, °C    | 20,0             | 20,0             | 20,6             | 22,8             | 23,3             | 25,6             | 28,3             | 29,4             | 28,3             | 26,1             | 22,8             | 20,6             | 24,0             |
| Середній мінімум, °C     | 7,8              | 8,9              | 10,0             | 11,7             | 14,4             | 16,1             | 18,3             | 18,9             | 17,8             | 14,4             | 10,0             | 7,2              | 13,0             |
| Норма опадів, мм         | 75               | 76               | 62               | 15               | 6                | 2                | 1                | 3                | 6                | 10               | 28               | 45               | 329              |
| ------------------------ | ---------------- | ---------------- | ---------------- | ---------------- | ---------------- | ---------------- | ---------------- | ---------------- | ---------------- | ---------------- | ---------------- | ---------------- | ---------------- |
| Джерело: Weather Channel |                  |                  |                  |                  |                  |                  |                  |                  |                  |                  |                  |                  |                  |

## Демографія
Згідно з переписом 2010 року, у місті мешкало 24 168 осіб у 13 017 домогосподарствах у складі 5962 родин. Густота населення становила 716 осіб/км². Було 14558 помешкань (431/км²).
Расовий склад населення:
| - 83,4 % — білих - 9,6 % — азіатів - 1,2 % — чорних або афроамериканців - 0,3 % — корінних американців - 0,2 % — вихідців з тихоокеанських островів - 1,9 % — осіб інших рас |

До двох чи більше рас належало 3,5 %. Частка іспаномовних становила 9,6 % від усіх жителів.
За віковим діапазоном населення розподілялося таким чином: 13,0 % — особи молодші 18 років, 48,7 % — особи у віці 18—64 років, 38,3 % — особи у віці 65 років та старші. Медіана віку мешканця становила 57,3 року. На 100 осіб жіночої статі у місті припадало 78,8 чоловіків; на 100 жінок у віці від 18 років та старших — 76,3 чоловіків також старших 18 років.
Середній дохід на одне домашнє господарство становив 91 646 доларів США (медіана — 55 270), а середній дохід на одну сім'ю — 125 029 доларів (медіана — 94 516). Медіана доходів становила 81 414 долари для чоловіків та 56 300 доларів для жінок. За межею бідності перебувало 8,1 % осіб, у тому числі 4,2 % дітей у віці до 18 років та 10,6 % осіб у віці 65 років та старших.
Цивільне працевлаштоване населення становило 10 105 осіб. Основні галузі зайнятості: освіта, охорона здоров'я та соціальна допомога — 26,4 %, науковці, спеціалісти, менеджери — 13,8 %, фінанси, страхування та нерухомість — 11,7 %, виробництво — 9,6 %.